# Гориче (Крань)
'Гориче (словен. Goriče) — поселення в общині Крань, Горенський регіон, Словенія. Висота над рівнем моря: 465,4 м.